# Кавалеры ордена Святого Георгия III класса Щ
Кавалеры ордена Святого Георгия III класса на букву «Щ»
Список составлен по алфавиту персоналий. Приводятся фамилия, имя, отчество; звание на момент награждения; номер по спискам Григоровича — Степанова и Судравского; дата награждения. Лица, чьи имена точно идентифицировать не удалось, не викифицируются.
- Щенснович, Эдуард Николаевич; капитан 1 ранга; 1 марта 1904
- Щербатов, Александр Фёдорович, 1813—1814 (в списках не значится, но на известном портрете изображён с этим орденом; также этот орден показан в послужном списке)
- Щербатов, Алексей Григорьевич, генерал-майор, № 254, 22 ноября 1812
- Щербатов, Николай Григорьевич, генерал-майор, № 341, 29 октября 1813
- Щербатов, Фёдор Фёдорович, генерал-майор, № 32, 11 июля 1771
- Щербачёв, Дмитрий Григорьевич, генерал-лейтенант, 27 октября 1915